# Volutin
Volutin čili polyfosfátová granula jsou zrna kondenzovaných ortofosforečnanů, která se hromadí v buňkách mnoha organismů (u určitých bakterií, kvasinek, prvoků-Trypanosoma a podobně) jako zásoba fosforu pro období jeho nedostatku.
Název volutin pochází ze skutečnosti, že je tato látka bohatě obsažena v sinici Spirillum volutans. Volutin je snadno červenofialově barvitelný, a proto je též pro volutin užíván termín metachromatická granula.